# Pompe volumétrique
Pour les articles homonymes, voir Pompe (homonymie).

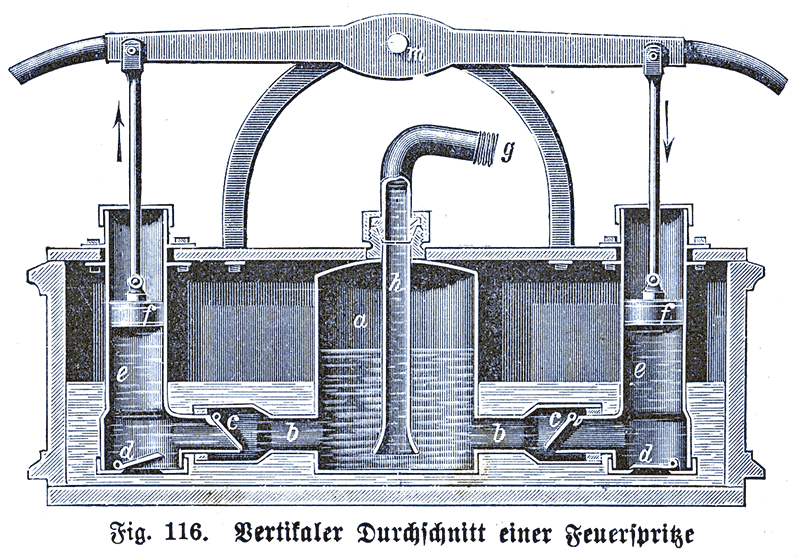
Coupe d’une ancienne pompe à bras à pistons utilisée pour la lutte contre les incendies. 1905.

Une pompe volumétrique est un type de pompe dans laquelle le mouvement du fluide est créé car un volume de fluide isolé est forcé à se déplacer jusqu’à l’orifice de sortie. Dans la plupart des pompes volumétriques, le fluide est également comprimé avant son refoulement. Les fluides pompés peuvent être liquides ou gazeux. 
Les pompes volumétriques sont d'une grande diversité, généralement divisée en deux catégories : les pompes alternatives et rotatives. Dans les bases de données de brevets, elles portent le nom de « pompes à déplacement positif ».
Le débit d’une pompe volumétrique est proportionnel à la vitesse d’actionnement de ses éléments mobiles et dépend très peu de la pression de refoulement (par contre, l’énergie consommée par la pompe est proportionnelle à la différence de pression entre la sortie et l’entrée de la pompe, aussi appelée hauteur manométrique totale (HMT)). 
En cas de blocage du débit pompé, la pression au refoulement d'une pompe volumétrique peut atteindre des valeurs extrêmes. Pour des raisons de sécurité, la plupart des pompes volumétriques doivent être équipées d'une soupape au niveau du refoulement.

## Types de pompes volumétriques

### Pompe volumétrique alternative
Les pompes volumétriques alternatives utilisent la variation d'un volume créée par un déplacement alternatif d'une pièce mobile. Ces types de pompes sont équipées de clapets et de soupapes pour permettre l'entrée et la sortie de fluide dans la pompe de manière alternative.

#### Pompe à piston

Pompe manuelle à piston.

Dans ces pompes, la variation de volume est créée par le déplacement d'un piston. Ce déplacement peut être obtenu par un système de came ou de bielle-manivelle
.

Fonctionnement d'une pompe à piston simple effet
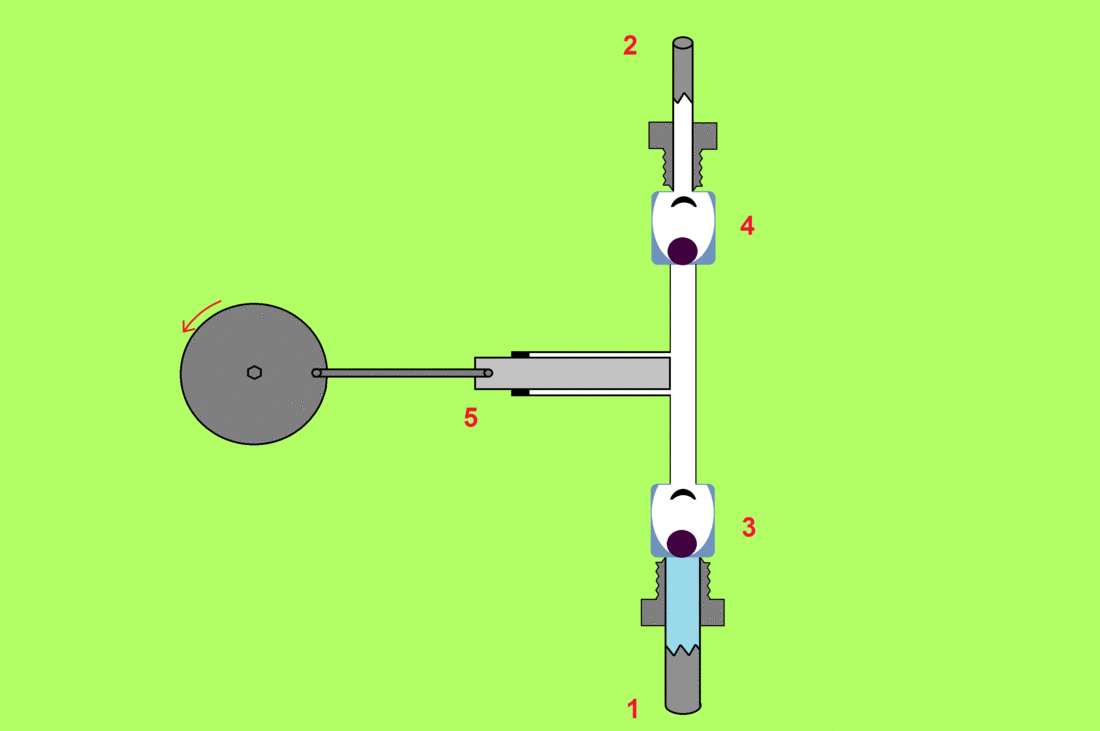
Pompe à piston en position dans laquelle le volume n'est pas occupé par le fluide. Les clapets à l'aspiration (3) et au refoulement (4) sont en position fermée.
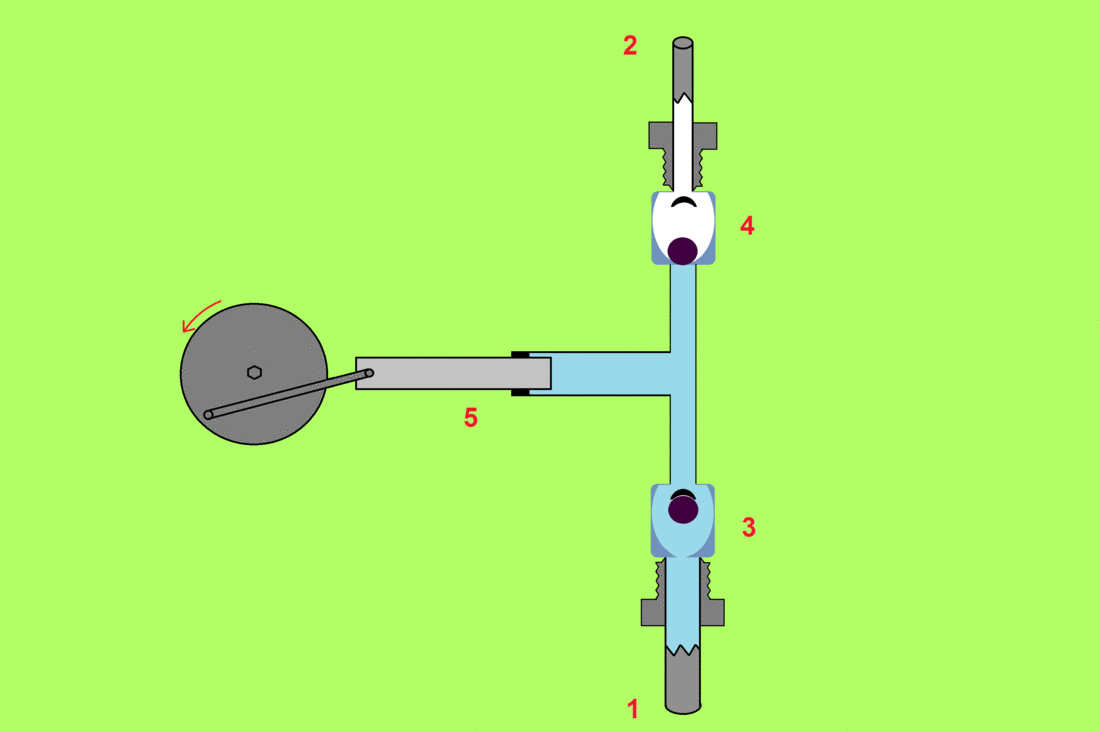
Lorsque la manivelle tourne, le piston (5) se déplace et créé un volume. Sous l’effet de la dépression, le clapet à l’aspiration (3) s’ouvre, et le fluide remplit le volume libre.
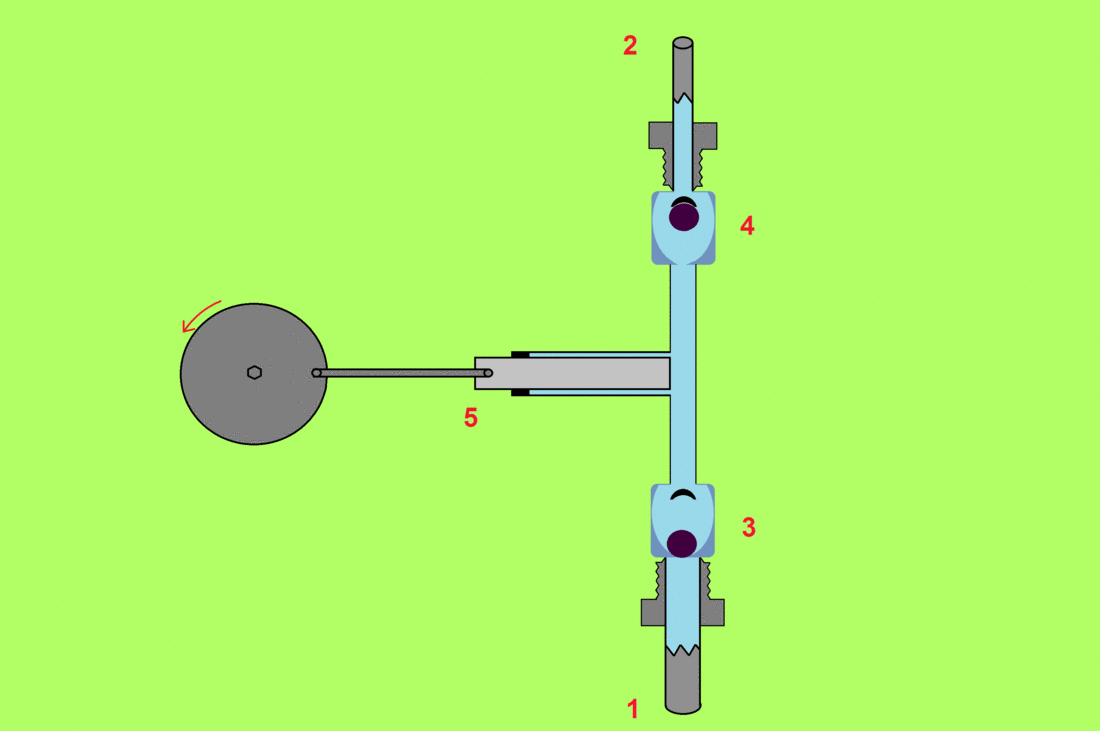
Lorsque le piston revient par la rotation de la manivelle, la pression plaque le clapet à l’aspiration en position fermée (3), tandis que le clapet au refoulement (4) s’ouvre sous la pression du fluide, qui est alors évacué..

Ce type de pompe ne refoule le fluide que pendant la moitié d’un cycle, avec un débit pulsé. Cela est appelé pompe de simple effet. Il existe des systèmes de pompes à piston à double effet.

#### Pompe à membrane
Ces pompes fonctionnent de manière similaires aux pompes à piston, mais les déplacements du piston sont remplacés par les déformations alternatives d’une membrane en matériau élastique (caoutchouc, élastomère, Néoprène, Viton, etc.).

### Pompes volumétriques rotatives
Dans les pompes volumétriques rotatives, le déplacement du fluide se fait grâce à un élément en rotation qui va transporter le fluide de l’aspiration au refoulement.

#### Pompes à palette

Pompe à palette

Une pompe à palette est un corps cylindrique dans lequel tourne un tambour excentré auquel sont fixées un nombre N de palettes. Celles-ci sont plaquées contre les parois du cylindre extérieur, par la force centrifuge ou par des ressorts situées dans le tambour, et délimitent plusieurs volumes qui vont permettre de transférer le fluide.
Ces pompes ont des débits de quelques dizaines de m3.h−1 et des pressions de refoulement de quelques bars. Elles conviennent aux liquides peu visqueux et n'entraîne ni laminage, ni brassage, ni émulsion du liquide. 
Il existe plusieurs variations des pompes à palette, comme les pompes à palettes flexibles, où les palettes sont fabriquées en élastomère, ou encore les pompes à palettes guidées. 

#### Pompe à engrenage
Utilisées exclusivement avec les liquides, les pompes à engrenage fonctionnent grâce à la rotation d'un engrenage. Le liquide est véhiculé par la périphérie des pignons. L'engrènement empêche le retour de produit du refoulement vers l’aspiration.

Fonctionnement d'une pompe à engrenage.

Ces pompes permettent d'avoir un refoulement relativement régulier et peu pulsatoire. En revanche, elles n'admettent pas le passage de particules solides.

#### Pompe à lobes

Représentation d’une pompe à lobes courante. Le fluide est poussé vers la sortie dans les espaces compris entre les deux rotors et le corps de la pompe. Les lobes s’engrènent au milieu, ce qui empêche le retour du fluide vers l’entrée.

Deux roues équipées de lobes  tournent en sens contraires de façon similaire à un engrenage.
Le déplacement des cavités créées de part et d'autre du carter permet de mettre en mouvement le liquide pompé.

#### Pompe péristaltique

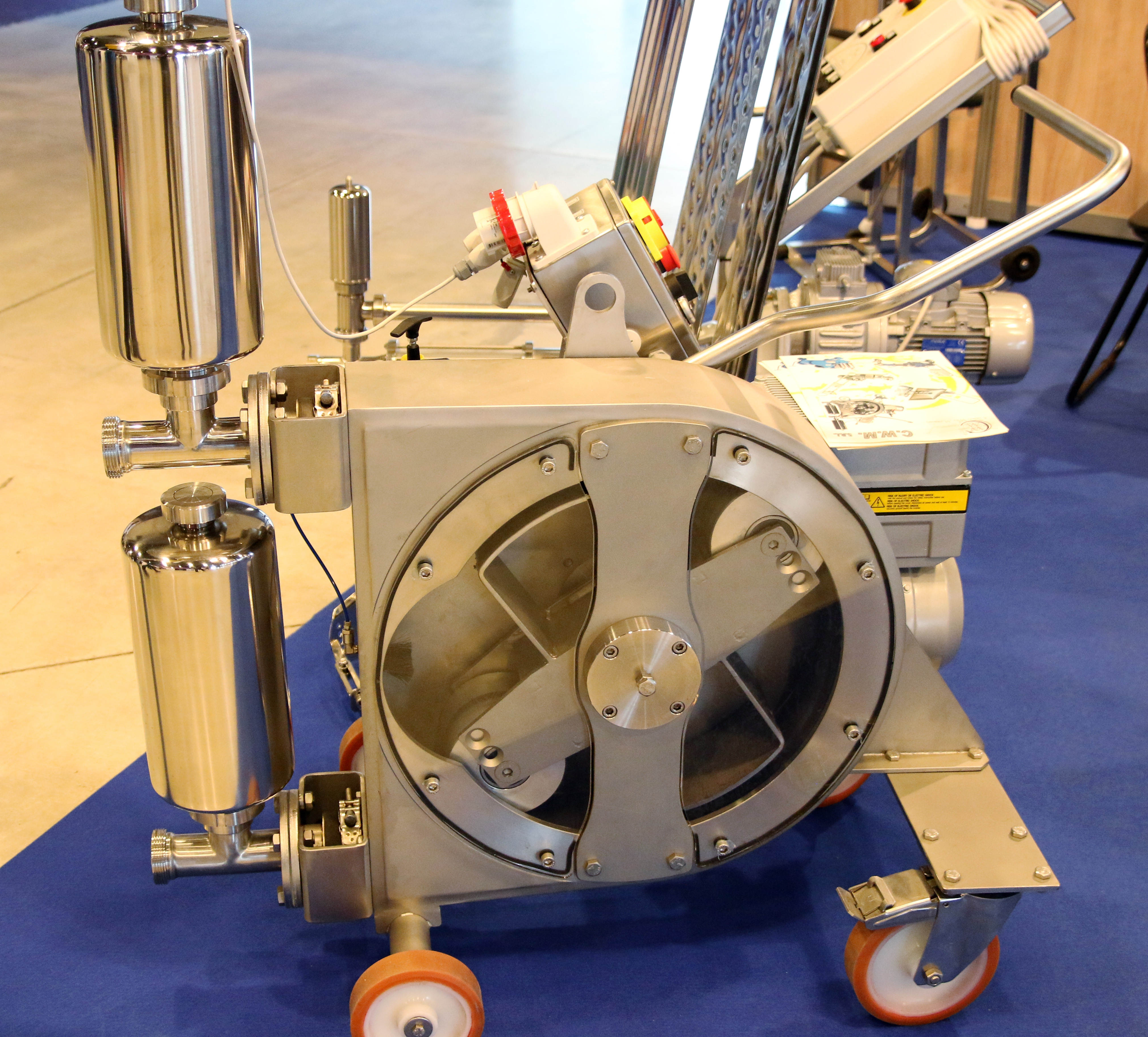
Pompe péristaltique vinicole.

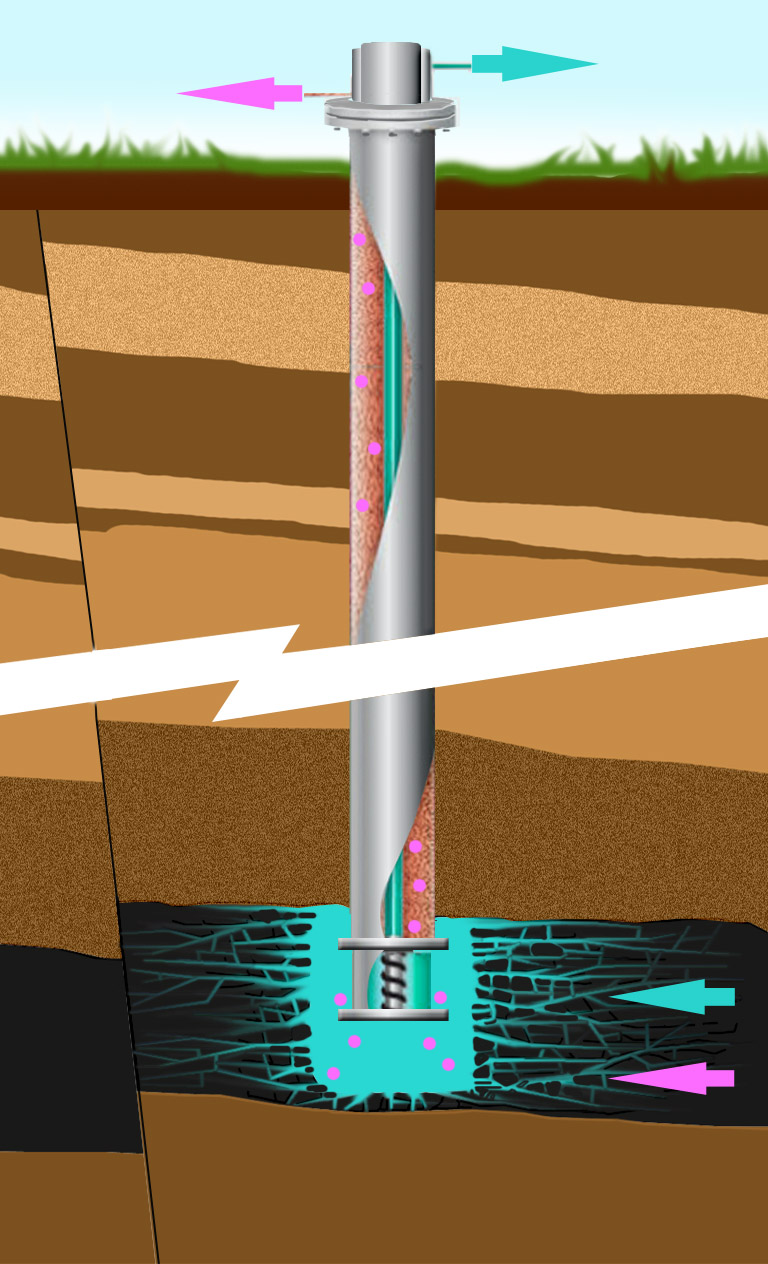
Les « pompes à cavité progressive
» (auto-amorçable) dont l'ancêtre est la « pompe Moineau » sont encore très utilisées par l'industrie pétrolière et gazière (ici pour mettre en dépression une couche de charbon afin d'en extraire l'eau (fluide incompressible) et d'y désorber le méthane (Gaz de couche) qui était piégé dans la matrice charbonneuse

Dans une pompe péristaltique, le fluide passe dans un tube flexible que pressent des galets, délimitant ainsi un volume de fluide poussé par la sortie par le mouvement des galets.

#### Pompe à rotor excentré
La pompe à rotor excentré (ou pompe à vis excentrée ou pompe à cavité progressive ou PCP pour Progressing Cavity Pump ou encore pompe Moineau, du nom de son inventeur qui l'a aussi brevetée, ou pompe à colimaçon d'après la forme du rotor, ou encore pompe à queue de cochon) est très utilisée par l'industrie pétrolière et gazière dans le monde. 
Elle est constituée d'un rotor dur et d'un stator de forme hélicoïdale qui peut être souple (silicone, polymères spéciaux).
Du fait de leur forme complémentaire, le mouvement de rotation du rotor entraîne la création d'une cavité entre le rotor et le stator.
Lors de la rotation, cette cavité se déforme et avance le long de l'axe de rotation principal.
Une fois la rotation complétée : 1,5 tour au moins et 1 tour de plus par étage de pompage, la cavité se retrouve en communication libre avec la canalisation sur la partie aval de la pompe

## Applications

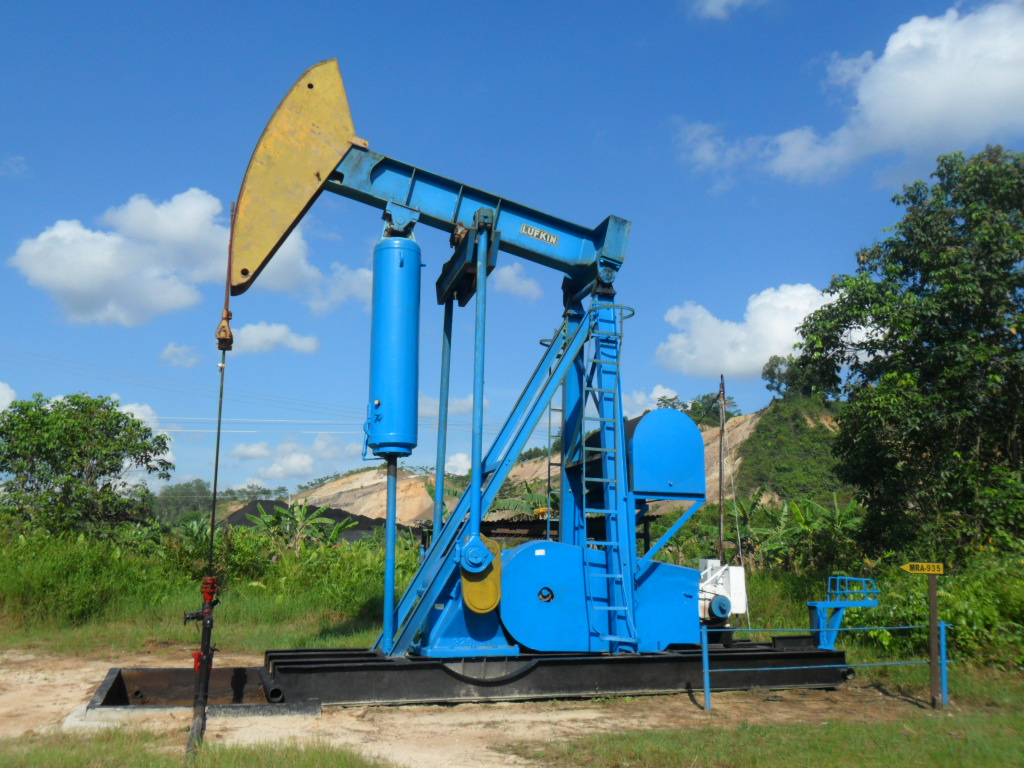
Chevalet de pompage associé à une pompe à piston souterraine, utilisée dans l’industrie pétrolière.

Les pompes volumétriques sont utilisées pour les applications suivantes : 
- agriculture : transfert d'effluent, alimentation animale, irrigation.
- environnement : transfert de boues d'épuration, boues déshydratées
- agroalimentaire : transferts de fluides visqueux (lait concentré), purée de fruits...etc sans générer d'altérations de la matière.